# سون يونغ شان
سون يونغ شان هو لاعب كرة قدم من كوريا الجنوبية من مواليد 15 افريل 1991 بمدينة جينجو الكورية وهو يلعب حاليا في خطة لاعب وسط مع نادي ادمونتون الكندي.

## روابط خارجية
- سون يونغ شان على موقع قاعدة بيانات كرة القدم.إي يو (الإنجليزية)
- سون يونغ شان على موقع Soccerway.com (الإنجليزية)